# Dekanat Pasym
Dekanat Pasym – jeden z 33 dekanatów w rzymskokatolickiej archidiecezji warmińskiej.

## Parafie
W skład dekanatu wchodzi 7 parafii:
- parafia Przenajświętszej Trójcy – Dźwierzuty
- parafia św. Jana Chrzciciela – Giławy
- parafia Najświętszej Maryi Panny Królowej Polski – Grom
- parafia św. Józefa i Matki Bożej Częstochowskiej – Jedwabno
- parafia św. Wojciecha Biskupa i Męczennika – Nowy Dwór
- parafia Najświętszego Serca Pana Jezusa – Pasym
- parafia św. Jana Chrzciciela – Targowo

## Sąsiednie dekanaty
Barczewo, Biskupiec Reszelski, Mrągowo I, Mrągowo II, Nidzica, Olsztyn IV – Jaroty, Olsztyn V – Kormoran, Olsztynek, Rozogi, Szczytno